# 1270
| 1270               |
| ------------------ |
| Dødsfald - Fødsler |
|                    |

| Gregoriansk kalender | 1270 MCCLXX             |
| Ab urbe condita      | 2023                    |
| Armensk kalender     | 719 ԹՎ ՉԺԹ              |
| Kinesiske kalender   | 3966 – 3967 己巳 – 庚午 |
| Etiopisk kalender    | 1262 – 1263             |
| Jødisk kalender      | 5030 – 5031             |
| Hindukalendere       |                         |
| - Vikram Samvat      | 1325 – 1326             |
| - Shaka Samvat       | 1192 – 1193             |
| - Kali Yuga          | 4371 – 4372             |
| Iransk kalender      | 648 – 649               |
| Islamisk kalender    | 668 – 669               |

Konge i Danmark: Erik Klipping 1259-1286
Se også 1270 (tal)

## Begivenheder
- Thomas Aquinas færdiggør Summa Theologica fra 1265 – 1274
- 30. oktober - det ottende korstog og belejringen af Tunis afsluttes, da Karl 1. af Sicilien indgår en fredsaftale med sultanen af Tunis

## Dødsfald
- 25. august - Ludvig den Hellige dør under belejringen af Tunis (født 25. april 1214).